# Бирна Вас
Бирна Вас (словен. Birna vas) — поселення в общині Севниця, Споднєпосавський регіон, Словенія. Висота над рівнем моря: 322,1 м.